# Керамічна мозаїка

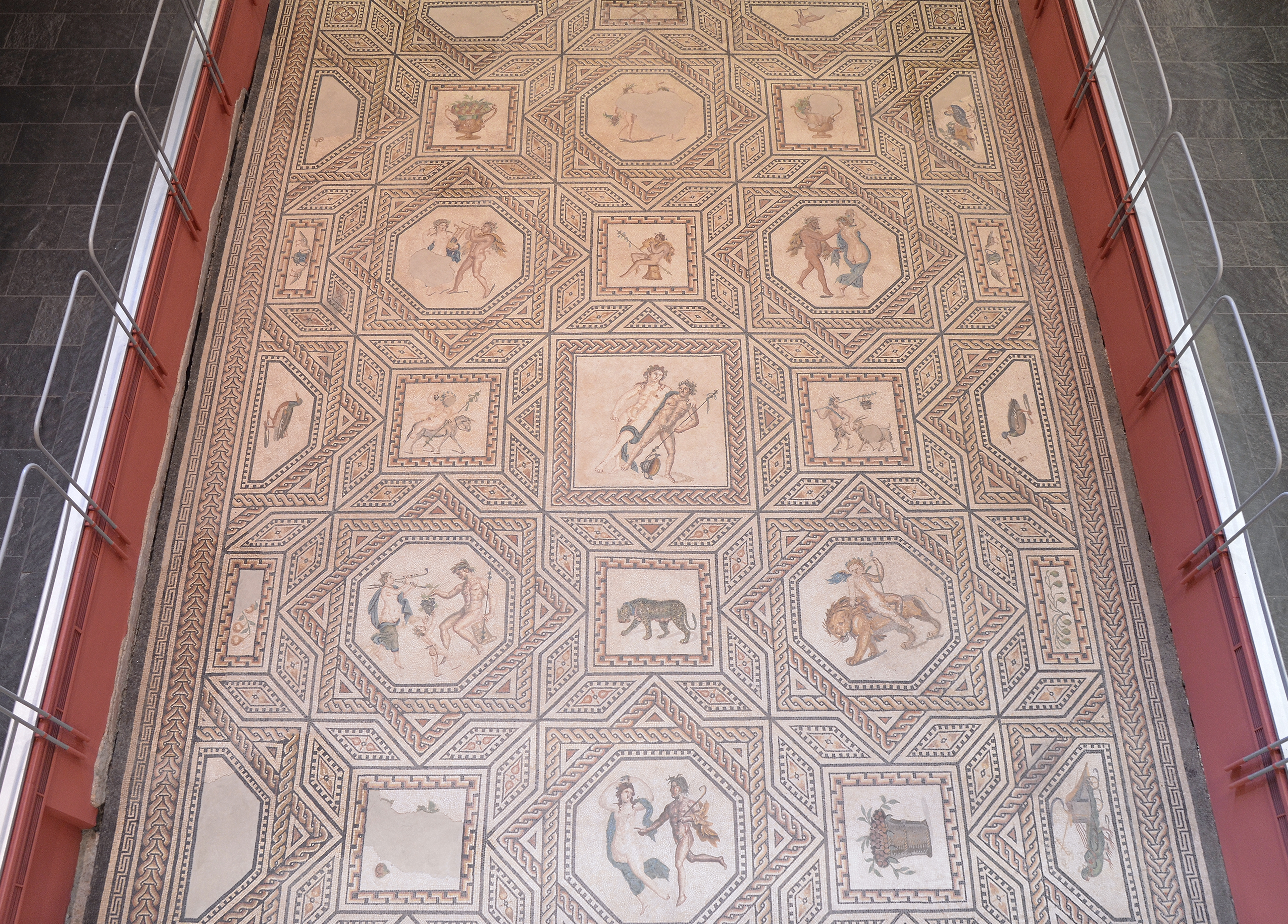
Антична римська мозаїка з Діонісом у м.Кельн, Німеччина

Керамічна моза́їка  — зображення чи візерунок, виконані з елементів кераміки. Як правило складається з шматочків керамічної плитки різного кольору і фактури. Вона в свою чергу ділиться на поліровану, неполіровану, глазуровану, з фактурними тріщинами, з вкрапленнями та ін. Як і смальтова, вона стійка до абразивного зносу. Можна використовувати практично для будь-яких поверхонь.

## Характеристики
Перевагами керамічної мозаїки, у порівнянні з іншими типами мозаїки є:
- Легкість у формуванні складових частинок, що зумовлена високою адаптивністю та пластичністю головного компонента — глини.
- Достатня зносостійкість.
- Легкість у обслуговуванні та ремонті.

Проте, є й ряд недоліків:
- Уразливість до вологості.
- Уразливість до холодних та контрастних температур.
- Відносна крихкість.

## Історія
З'явилась керамічна мозаїка у Античність, де активно заміняла техніку кам'яної мозаїки, яка була більш трудомісткою.
У Новий час та Промислову революцію набуло поширення промислове виготовлення керамічної мозаїк